# Distichocera
Distichocera is een kevergeslacht uit de familie van de boktorren (Cerambycidae). De wetenschappelijke naam van het geslacht werd voor het eerst geldig gepubliceerd in 1818 door Kirby.

## Soorten
Distichocera omvat de volgende soorten:
- Distichocera fuliginosa Blanchard, 1832
- Distichocera gigantea Fuchs, 1963
- Distichocera macleayi Newman, 1851
- Distichocera maculicollis Kirby, 1818
- Distichocera monticola Gressitt, 1959
- Distichocera superba Poll, 1887
- Distichocera thomsonella White, 1859